# Publius Autronius Paetus
Publius Autronius Pætus est un homme politique de la République romaine qui est impliqué dans la conjuration de Catilina.

## Biographie
En 75 av J.-C., Publius Autronius est questeur, avec Cicéron comme collègue.
Publius Autronius est élu consul en 65 av. J.-C. avec Publius Cornelius Sulla, le neveu du dictateur romain Lucius Cornelius Sulla, mais ne peut accéder à son consulat car il est accusé, avec son co-consul, de brigue, c'est-à-dire d'achat du vote d'électeurs. Tous deux sont destitués. Ils sont condamnés et destitués tandis que leurs accusateurs, L. Aurélius Cotta et Lucius Manlius Torquatus, sont élus à leur place au consulat. 
Autronius participe à la conjuration de Catilina qui vise à tuer les nouveaux consuls, mais un glissement de terrain empêche les conspirateurs d'achever leur plan.
En 62 av. J.-C., Autronius est accusé de complicité dans la seconde conjuration de Catilina. Il sollicite Cicéron comme défenseur, qui refuse. Il est exilé en Épire.
Quand, en 58 av. J.-C., Cicéron est à son tour exilé, il accuse Autronius d'avoir tenté de l'assassiner.